# Joelija Birjoekova (wielrenster)
Joelija Birjoekova (Oekraïens: Ю́лія Бірю́кова) (Lviv, 24 januari 1998) is een Oekraïense wielrenster en voormalig baanwielrenster die sinds 2025 voor het Spaanse Laboral Kutxa-Fundación Euskadi rijdt.

## Carrière
Birjoekova won op de Europese kampioenschappen baanwielrennen 2020 brons in de ploegenachtervolging, die reed ze samen met Viktorija Bondar, Tetjana Klimtsjenko en Anna Nahirna. In 2022 won ze de vijfde etappe van de Ronde van Thüringen na een solo van 96 kilometer.
Ze werd in 2024 Oekraïens kampioen tijdrijden. In 2023 behaalde ze op het nationaal kampioenschap zilver in zowel het tijdrijden als op de weg. Namens Oekraïne nam ze deel aan de Olympische Zomerspelen 2024 in Parijs. Ze werd 27e in de tijdrit en 67e in de wegwedstrijd.
Na twee jaar voor het Oekraïense Lviv Cycling Team, reed ze vervolgens een jaar voor het Spaanse Eneicat-RBH, voor het Franse Team Arkéa, de opleidingsploeg van UAE Team ADQ en in 2024 voor het Amerikaanse Human Powered Health. Na een jaar bij de Amerikaanse ploeg te hebben gereden stapte ze per 2025 over naar het Baskische Laboral Kutxa-Fundación Euskadi.

## Palmares

### Baanwielrennen
| Jaar        | OK                       | EK                                     | WK          | Overige                                            |
| Als belofte | Als belofte              | Als belofte                            | Als belofte | Als belofte                                        |
| ----------- | ------------------------ | -------------------------------------- | ----------- | -------------------------------------------------- |
| 2017        |                          | 7e ploegenachtervolging 8e puntenkoers |             |                                                    |
| 2018        |                          | 6e ploegenachtervolging 8e omnium      |             |                                                    |
| 2019        |                          | 8e puntenkoers 9e ploegenachtervolging |             |                                                    |
| 2020        |                          | 4e ploegenachtervolging 8e omnium      |             |                                                    |
| Als elite   |                          |                                        |             |                                                    |
| 2016        | achtervolging            |                                        |             |                                                    |
| 2017        |                          |                                        |             |                                                    |
| 2018        | ploegenachtervolging     |                                        |             |                                                    |
| 2019        | ploegenachtervolging     |                                        |             | Europese Spelen: 6e ploegenachtervolging 9e omnium |
| 2020        |                          | ploegenachtervolging · 9e puntenkoers  |             |                                                    |
| 2021        | 4e koppelkoers 4e omnium |                                        |             |                                                    |

### Wegwielrennen
2018

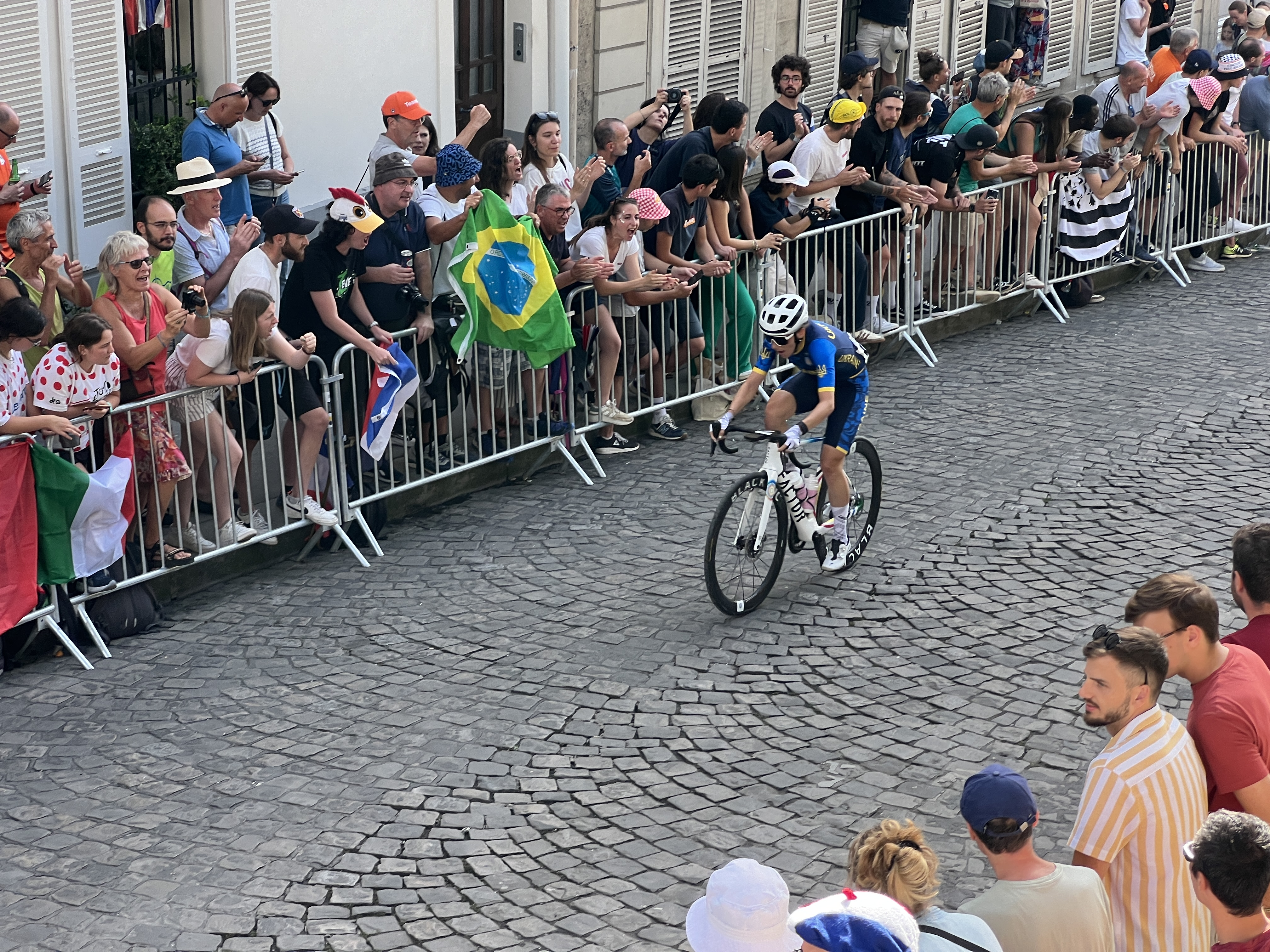
Birjoekova in Parijs op de beklimming van Montmartre in de Olympische wegwedstrijd.

 Oekraïens kampioenschap op de weg, beloften
2020
 Oekraïens kampioen op de weg, beloften
 Oekraïens kampioen tijdrijden, beloften
2022
5e etappe Ronde van Thüringen
2023
 Oekraïens kampioenschap op de weg, elite
 Oekraïens kampioenschap tijdrijden, elite
Etappe 1B (TTT) Trofeo Ponente in Rosa
2024
 Oekraïens kampioen tijdrijden, elite
2025
 Oekraïens kampioen tijdrijden, elite
 Oekraïens kampioen op de weg, elite

#### Resultaten in voornaamste wedstrijden
| Jaar | Ronde van Italië | Ronde van Frankrijk | Ronde van Spanje |
| ---- | ---------------- | ------------------- | ---------------- |
| 2020 | opgave           |                     |                  |
| 2021 |                  |                     | 65e              |
| 2022 |                  | buiten tijd         |                  |
| 2023 |                  |                     |                  |
| 2024 |                  |                     | 68e              |
| 2025 | 47e              |                     | 31e              |

| Jaar | Milaan-San Remo | Luik-Bast.‑Luik |  | WK op de weg |
| ---- | --------------- | --------------- |  | ------------ |
| 2020 |                 |                 |  | 78e          |
| 2021 |                 |                 |  | 113e         |
| 2022 |                 | 41e             |  |              |
| 2023 |                 |                 |  | opgave       |
| 2024 |                 | 98e             |  | 29e          |
| 2025 | 85e             |                 |  |              |

## Ploegen
- 2019 –  Lviv Cycling Team
- 2020 –  Lviv Cycling Team
- 2021 –  Eneicat-RBH
- 2022 –  Arkéa
- 2023 –  UAE Team ADQ Development
- 2024 –  Human Powered Health
- 2025 –  Laboral Kutxa-Fundación Euskadi

Birjoekova · Borghesi (vanaf 2/7) · Christie · Cordon-Ragot · Doebel-Hickok · Edwards · Grossetête · Kasper · Malcotti · D. Pikulik · W. Pikulik · Raaijmakers · Ragusa · Williams · Wood · Zanardi · Zanetti